# Departamento Iglesia
Das Departamento Iglesia liegt im Norden der Provinz San Juan im Westen Argentiniens ist eine von 19 Verwaltungseinheiten der Provinz. 
Es grenzt im Norden und Osten an die Provinz La Rioja, im Osten an die Departamentos Jáchal und Ullum, im Süden an das Departamento Calingasta und im Westen an Chile. 
Die Hauptstadt des Departamento Iglesia ist Rodeo. Im Departamento Iglesia liegt u. a. die Gemeinde Iglesia.